# 시드니 모노레일

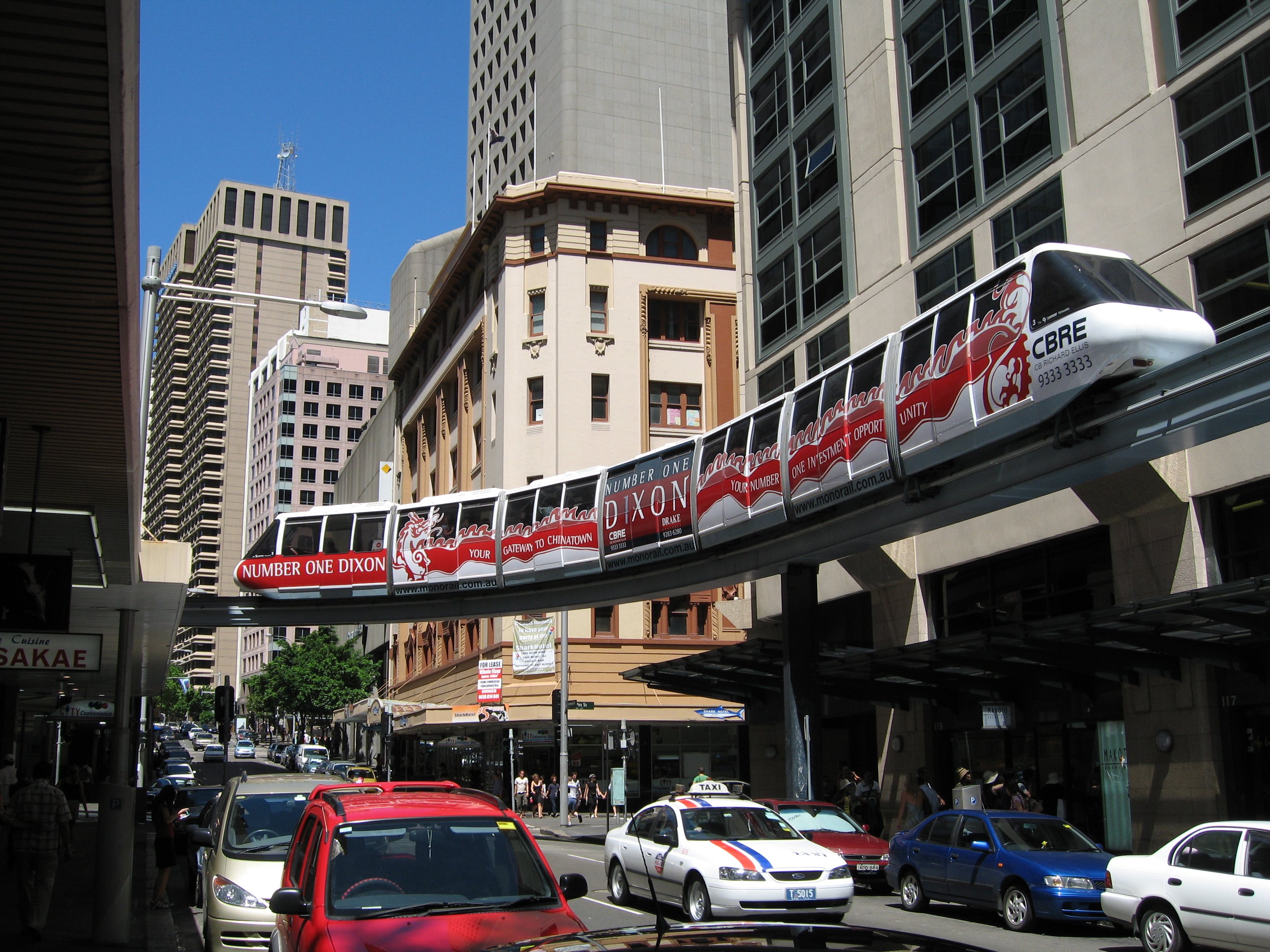
메트로 모노레일 (월드 스퀘어 역)

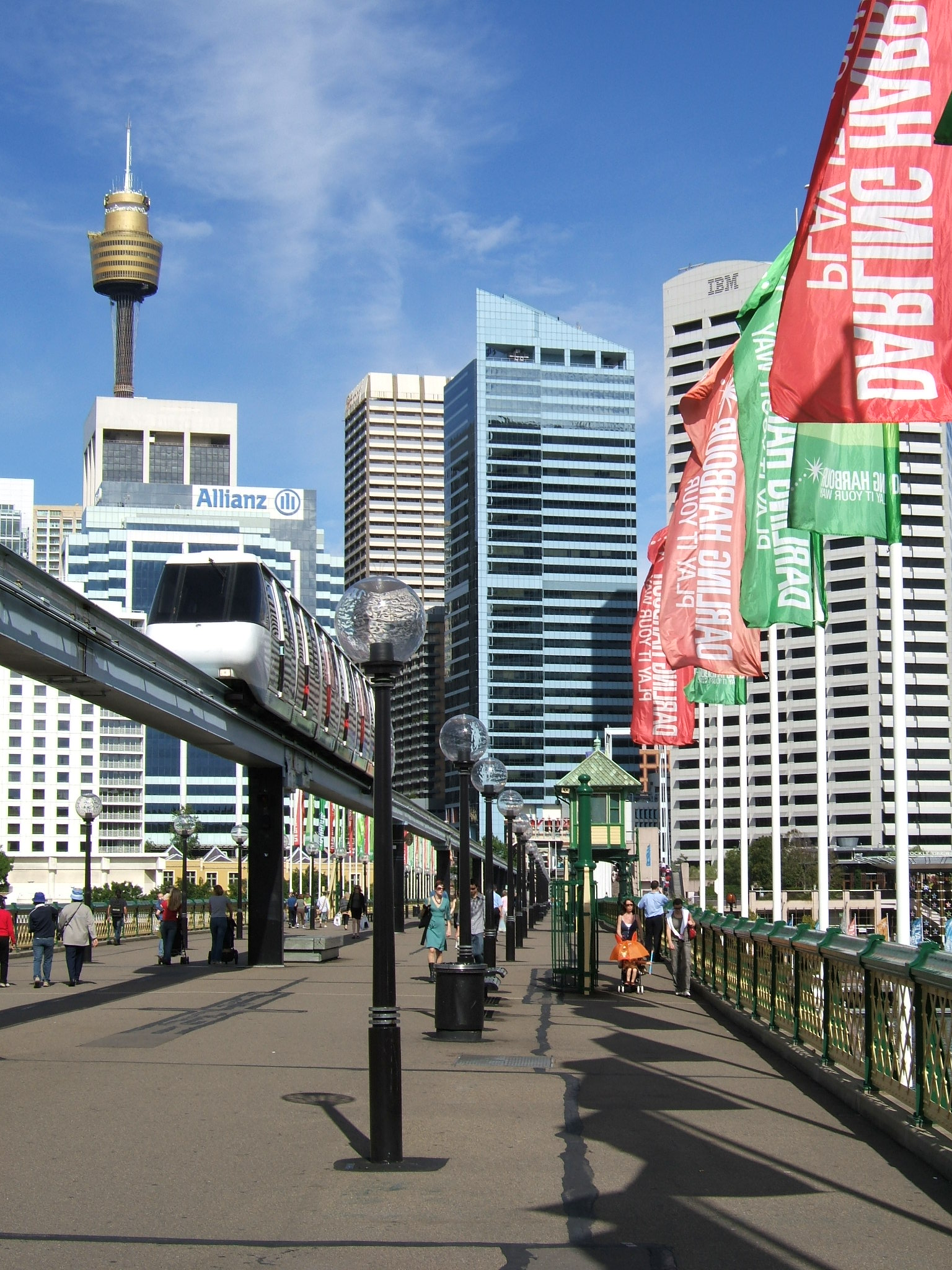
피어몬트 브리지

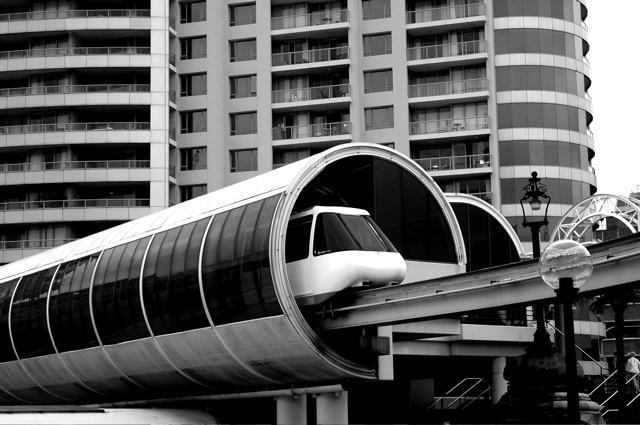
하버사이드 역

시드니 모노레일(Sydney Monorail)은 1988년부터 2013년까지 오스트레일리아 뉴사우스웨일스주 시드니에서 운행한 단선 순환 모노레일이다. 중심 업무 지구와 달링 하버, 차이나 타운을 연결하며, 3.6 킬로미터의 순환 노선에 8개의 정차역이 설치되어 있고 파워하우스 박물관, 시드니 수족관, 시드니 전시 컨벤션 센터 등의 시드니의 주요 명소를 거쳐 지나갔다.
1988년 7월 TNT N.V.가 유럽 이주민의 오스트레일리아 개척 200주년을 기념하여 건설, 서비스를 시작하였으며,Veolia Environnement 그룹 산하의 Metro Transport Sydney 와 Sydney Metro Light Rail 에 의해 공동 운영 되었다.
2013년 6월 30일에 운행을 종료하고 폐선되었다.

## 주요 역
- 달링 파크
- 시티 센터
- 갤러리스 빅토리아
- 월드 스퀘어
- 차이나 타운 (하버 가든 플라자, 2006년 12월 18일 영업 개시)[1]
- 패디스 마켓 (해이마켓)
- 시드니 컨벤션 센터
- 시드니 하버사이드 (피어몬트 브리지)

## 사진

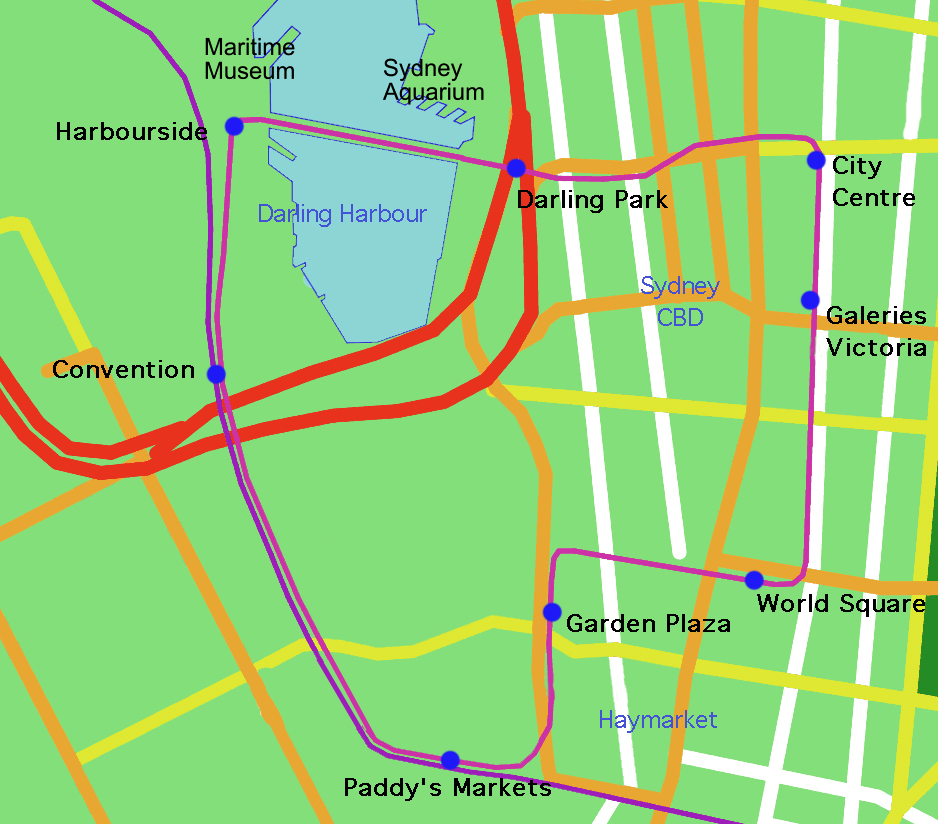
시드니 모노레일 지도
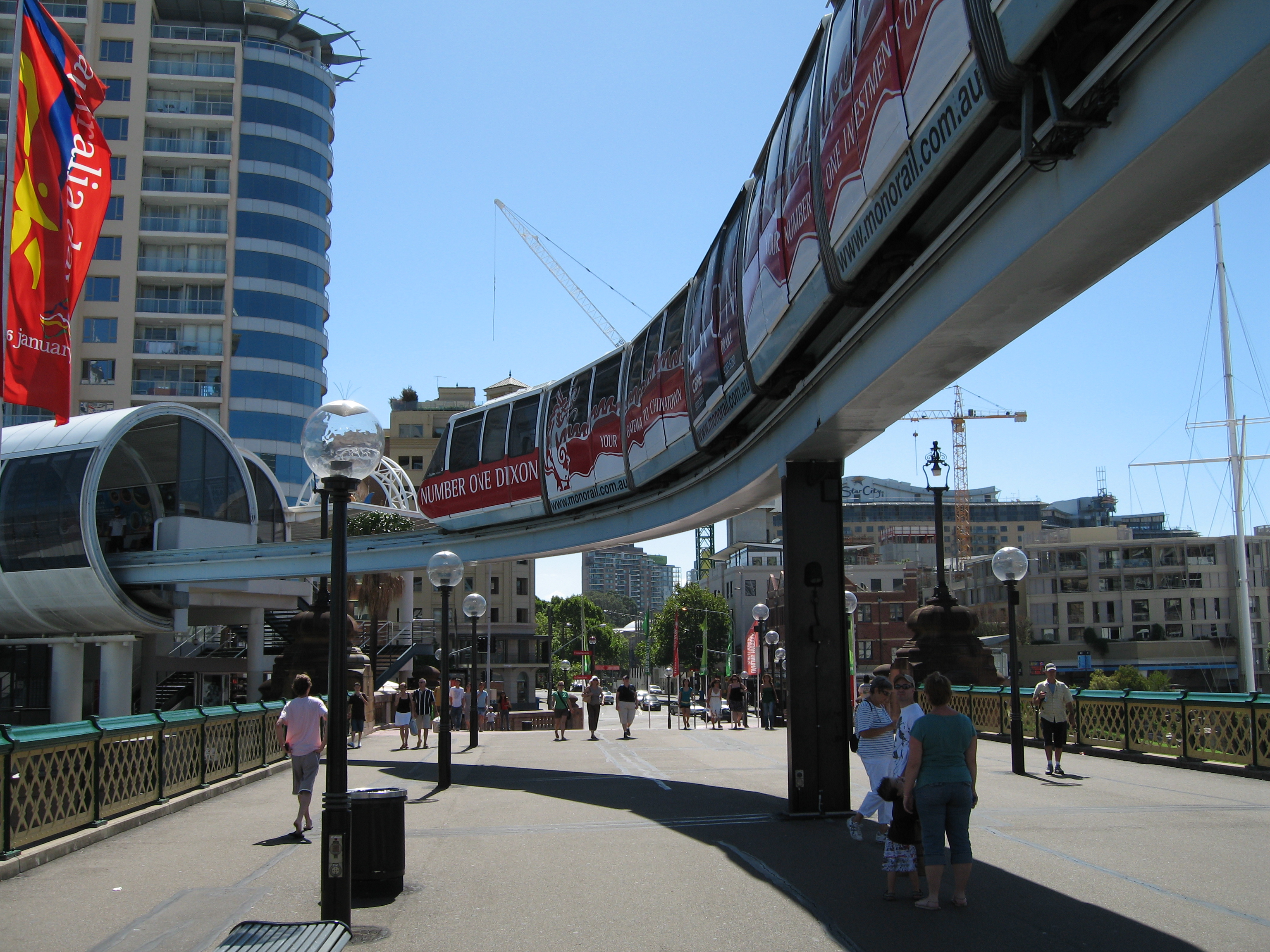
피어몬트 브리지 역

## 같이 보기
- 세계 각국의 도시 철도